# Madagaskarskie Siły Powietrzne
Malgaskie Siły Powietrzne (Armèe de I’Air Malgache) wyposażone są w sprzęt pochodzący z ZSRR i KRLD. Siły bojowe składają się z jednej eskadry myśliwców MiG-21 i MiG-17F spełniających role myśliwsko-szturmowe. Samoloty transportowe są pozyskiwane ze Wschodu i Zachodu. Są wśród nich samoloty An-26, Aztec D i Cessna 310R, Cessna 172, Piper PA-23 oraz śmigłowce Mi-8.

## Historia
Siły Powietrzne Malgaszów powstały na początku lat 60. XX wieku po odzyskaniu przez wyspę niepodległości 26 czerwca 1960 roku. Na początku swojego istnienia głównym dostawcą uzbrojenia dla nowo powstałej formacji była dawna metropolia Francja. Dostawy sprzętu były jednak nieregularne i niezbyt duże a dostarczone samoloty nie reprezentowały zbyt dużej wartości bojowej, wiązało się to z antyfrancuskimi nastrojami panującymi na wyspie i pamięcią niedawnych walk jakie prowadzili partyzanci malgascy z armią francuską podczas 13 letniej wojny partyzanckiej. Początkowo siły powietrzne wyspy składały się z trzech samolotów Douglas C-47 Skytrain, siedmiu Max Holste Broussard, dwóch śmigłowców Aérospatiale Alouette II i jednego Bell 47G. W połowie lat 70. XX wieku Siły Powietrzne zostały wzmocnione kolejną dostawą z Francji, która dostarczyła dwa samoloty C-47, jeden C-53 Skytrooper, jeden PA-23 Aztec, jeden Britten-Norman Defender, trzy Cessna Skymaster i cztery Cessna 172 oraz dwa śmigłowce Aérospatiale Alouette III. W 1978 roku do władzy doszedł Didier Ratsiraka, który nawiązał przyjacielskie kontakty ze Związkiem Radzieckim i Koreą Północną. Konsekwencją tych kontaktów były dostawy sprzętu radzieckiej produkcji dla sił powietrznych.